# Middletown Springs
Middletown Springs – miasto w Stanach Zjednoczonych, w stanie Vermont, w hrabstwie Rutland.